# Gullhella
Gullhella este o localitate din comuna Asker, provincia Akershus, Norvegia.